# خوان لويس فيفس
كان خوان لويس فيفس مارش (6 مارس 1493-6 مايو 1540) باحثًا إسبانيًا من بلنسية وإنسانيًا من عصر النهضة، قضى معظم حياته في جنوب الأراضي المنخفضة الهابسبورغية بهولندا. اشتهر بمعتقداته حول الروح، وبصيرته في الممارسات الطبية القديمة، ونظرياته بشأن العواطف والذاكرة والتعلم، مما أهّله للقب «مؤسس» علم النفس الحديث. كان فيفس أول من سلط الضوء على بعض الأفكار الرئيسية التي حددت كيفية النظر إلى علم النفس اليوم.

## الأهمية المعاصرة
تخيل فيفس ووصف نظرية شاملة للتعليم، وربما أثَّرَ بشكل مباشر على كتابات ميشيل دي مونتين وجون هنري نيومان. حظي بإعجاب توماس مور وإيراسموس، الذي قال «سيطغى اسم فيفس على اسم إيراسموس».
يُعد فيفس أول باحث يحلل النفس بشكل مباشر، فأجرى مقابلات مكثفة مع الناس، ولاحظ العلاقة بين إظهارهم للمشاعر والكلمات المحددة التي استخدموها والقضايا التي ناقشونها. اعتبر مؤرخ الطب النفسي غريغوري زيلبورغ فيفس عرّاب التحليل النفسي (تاريخ علم النفس الطبي، 1941)، وذلك على الرغم من عدم معرفة ما إذا كان فرويد على دراية بعمل فيفس، واعتبره فوستر واتسون (1915) مؤسس علم النفس الحديث.
عمل فيفس في تعليم الملوك، وكانت فكرته حول تعليم الأطفال المتنوع والعملي تسبق فترة جان جاك روسو بوقت طويل، وربما أثرت فيه بشكل غير مباشر من خلال مونتين.
إن اهتمام الأكاديميين الحديثين بفيفس يقتصر حاليًا على مجالات دراسية محددة خارج المجالات الأكاديمية المتخصصة، وذلك على الرغم من تأثيره الواضح في القرن السادس عشر. ألهمت قيم فيفس مدرستين للتعليم العالي في بلجيكا (مدرسة التعليم العالي كاثو ومؤسسة التعليم العالي الكاثوليكية بروج-أوستيند) لاختيار اسم فيفس بمثابة عنوان لتعاونهما أو اندماجهما بدءًا من سبتمبر 2013. لعب ارتباط فيفس الإقليمي بمقاطعة فلاندرز الغربية، التي تأخذ من بروج عاصمة لها، دورًا في اختيار هذا الاسم.

### الأدوار والمسؤوليات المتعلقة بالجنسين
يرى البعض أن فيفس غيَّر الخطاب الكلاسيكي للتعبير عن نوع خاص به من نصف النسوية المؤيدة للعذرية، وهي أفكار ما تزال تثير اهتمام مؤرخي النوع الاجتماعي. يرى آخرون أن فيفس «يتخذ موقفًا وسطًا»، بين العديد من «الأطروحات التي تؤيد وتعارض المرأة» في إسبانيا في القرن السادس عشر، فلا هو من كارهي النساء ولا هو ممن ينادون بتقديسهن.
عكست كتابات فيفس في الوقت نفسه المعتقدات الأبوية، فهو مثلًا يرى أن المرأة لا تصلح للتعليم، وذلك «لأن آدم خُلِقَ أولًا ثم حواء، وآدم لم يُغوى، ولكن المرأة أغويت وأضلت. وبسبب ضعفها وقلة حكمتها وسهولة انخداعها (كما أظهرت حواء، الأم الأولى للبشرية، التي خدعها الشيطان بهذه الذريعة البسيطة)، فهي لا تصلح للتدريس، حتى لا تُقنِع نفسها ببعض الآراء الخاطئة وتنقلها إلى مستمعيها بدورها كمعلمة، وتجر الآخرين بسهولة إلى خطأها باعتبار التلاميذ يتبعون معلمهم عن طيب خاطر». نجد أيضًا كتابه الشهير «تعليم المرأة المسيحية» (1523)، الذي كُتب بطلب من كاثرين الأراغونية، العقيلة الكاثوليكية لهنري الثامن ملك إنجلترا، لابنتها ماري.
كان الغرض من الكتاب هو إرشاد ماري إلى الأدوار المناسبة لجنسها، ويحظر الدور ذاته الذي شغلته الملكة إليزابيث الأولى لاحقًا بدعم من إنجلترا وقواتها البحرية في هزيمة أسطول الأرمادا الإسبانية الكاثوليكية، الذي نشأ من بلاد الملوك الكاثوليك، ووالدي كاثرين الأراغونية وقادة محاكم التفتيش الإسبانية التي أعدمت أقارب فيفس. يقول الكتاب: «يجب على الشابة غير المتزوجة أن يكون ظهورها نادرًا في الأماكن العامة، فكيف يحترم الرجل من يراه تحت سيطرة امرأة؟». 
يذكر الكتاب قائمة أطول بالصفات الواجب توفرها في المرأة المتزوجة، فيجب أن تكون مخلصة ووفية ومطيعة لزوجها، وعليها أن ترتدي ملابس مناسبة وتغطي وجهها في الأماكن العامة، ولا تسمح لأي رجل بالدخول إلى بيتها دون إذن زوجها. ينبع شرف الزوج من قدرته على السيطرة على زوجته والتأكد من بقائها فاضلة، في حين أن طاعة الزوجة وإخلاصها لزوجها يحدد شرفها. إن نص فيفس المخصص للأزواج بعنوان واجبات الزوج لا يزيد عن نصف عدد صفحات كتابه للنصائح الموجة للنساء، ويركز بشكل كبير على اختيار الزوجة الصالحة وتوجيهها بدلًا من شرح كيفية تصرف الزوج بشكل صحيح.

### خواطر عن الروح
أبدى فيفس اهتمامًا خاصًا بمفهوم الروح، وكان يعتقد أن فهم كيفية عمل الروح أكثر قيمة من فهم الروح نفسها. «لم يكن مهتمًا بماهية الروح، بل بطبيعتها وحالتها». توضح نورينا أن فيفس يعتقد أن الروح لها خصائص معينة، وكان يعتقد أن أفضل جزء من الروح هو قدرتها على «الفهم، والتذكر، والاستدلال، والحكم». أشار فيفس إلى العقل في سياق شرحه للروح، فهو يدّعي أنه لا يمكن للمرء ببساطة تحديد ماهية الروح، إنما يمكن فهم طريقة عملها من خلال جمع أجزائها ووظائفها. استخدم فيفس تشبيهًا فنيًا قارن فيه الروح بالفن قائلًا: «إن الطريقة التي ندرك بها اللوحة المرسومة تخبرنا أكثر مما يخبرنا وصف اللوحة نفسها». رفض فيفس وجهة النظر الحتمية للسلوك البشري، وقال إن روحنا يمكنها «تعديل سلوكنا من الناحية الأخلاقية والاجتماعية». اقترح أيضًا أن الطريقة التي نشعر بها يومًا بعد يوم تؤثر على ما إذا كانت روحنا تميل نحو الخير أم الشر.

### نظرة ثاقبة على الطب
يُشادُ بفيفس لدمجه علم النفس بالطب. «كانت أفكاره جديدة ومهدت الطريق لمساهمات أخرى أثرت بشدة على مجتمعنا اليوم فيما يتعلق بكيفية رؤيتنا لتأثير الطب على البشر». أكد أيضًا على أهمية إجراء التجارب على الحيوانات قبل إجرائها على البشر، «على الرغم من أن فيفس لم يجرِ إجراءات طبية فعلية، إلا أن اقتراحاته كانت من بين الاقتراحات الأولى في عصره». أَمِل فيفس في أن تؤثر أفكاره على الجمهور، «مع مرور الوقت، قد يجادل البعض بأن نوعًا من الإصلاح الاجتماعي قد أُنشِئ إلى حد كبير بسبب أفكار فيفس حول الطب». وصف كليمنتس مساهمات فيفس بأنها «أصلية»، إلا أن الكثيرين يصنفونه بأنه لم يتلق التقدير الكافي فيما يتعلق بإنجازاته وأفكاره. 
قدم فيفس أيضًا ملاحظات مهمة حول صحة جسم الإنسان، فحثَّ على أن «العادات الشخصية المتعلقة بالنظافة والاعتدال تؤثر بشكل كبير على الصحة». زعم أيضًا أن نظافة الجسم تؤثر على سلامة الجسد والعقل، وتطرق إلى كيفية علاج المرضى النفسيين بقوله إن السخرية وإثارة وتهييج المرضى النفسيين لا يساهم في علاجهم. قال فيفس إن «استخدام المرضى النفسيين كمصدر للترفيه هو أحد أكثر الممارسات الوحشية التي واجهها على الإطلاق». كان يعتقد أن بعض الأفراد المصابين بأمراض عقلية يجب أن يتلقوا أدوية، بينما يحتاج الآخرون فقط إلى معاملة ودودة.

### التعلُّم
استخدم فيفس كلمة «الذكاء» بطريقة يمكن ترجمتها إلى كلمة «مشرف» كما نعرف معناها اليوم، فالذكاء، وفقًا لفيفس، يتضمن وظائف توجيه الانتباه نحو أنواع مختلفة من المحفزات. يرى أيضًا أن الذكاء هو هيكل إدراكي بالدرجة الأولى، وعند التعلم، فإن ذاكرة التجربة تُخزن وفق ترتيب يحدده هذا الذكاء. تصور فيفس الذكاء بأنه مهم فقط عند استخدامه، فإن امتلاك موهبة ذكية لا معنى له إلا عندما يمارسها الشخص بنشاط. يرى أيضًا أن ممارسة الذكاء مهمة في الحفاظ على الذاكرة، مما يخلق تجربة تعليمية أفضل بشكل عام.
كان فيفس من أوائل من اقترحوا أن صحة الطالب، وشخصية المعلم، وبيئة الفصل الدراسي، وأنواع المؤلفين الذين يُطلب من الطلاب قراءة أعمالهم، لها جميعًا أهمية كبيرة في كيفية تعلم الطالب. «وجّه فيفس تركيزًا خاصًا على البيئة المدرسية المناسبة باعتبارها العنصر البيئي الأول للتجربة الحسية للطفل». قارن أيضًا التعلم واكتساب المعرفة بكيفية هضم البشر للطعام؛ فكما أن تغذية الجسم بالطعام ضروري للإنسان، فإن تغذية العقل بالمعرفة أمر لا يقل أهمية.